# 美因茨要塞

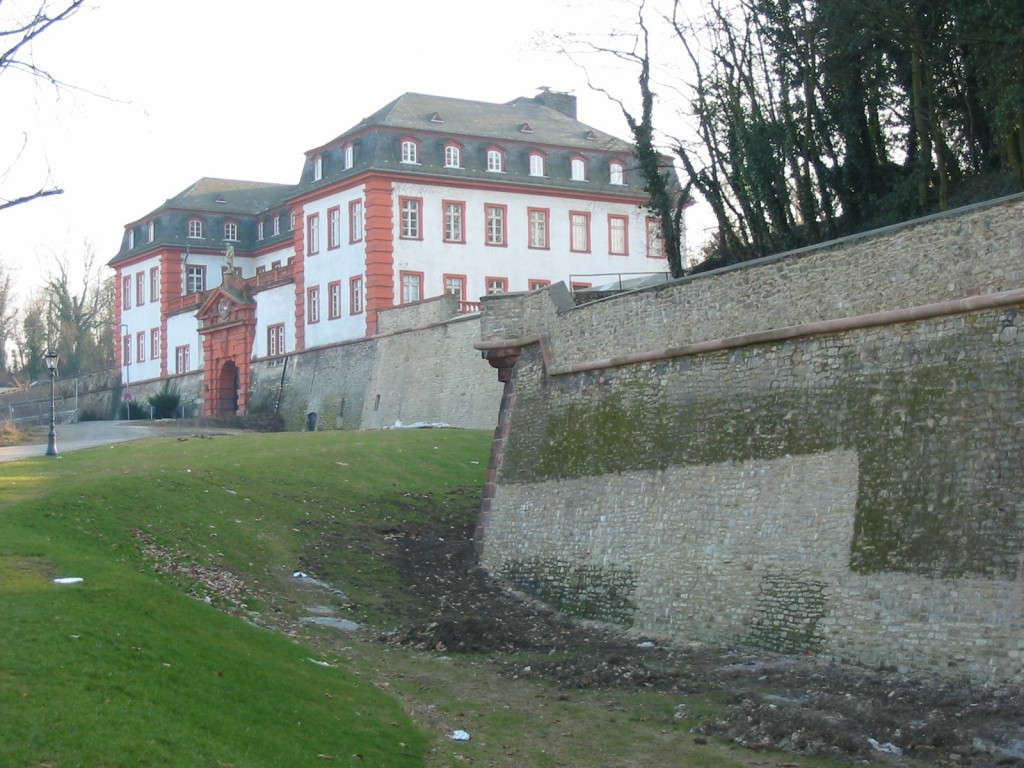
美因茨要塞

美因茨要塞（德語：Festung Mainz）是一座在1620年至1918年期間駐軍的堡壘。這座要塞始建於拿破崙戰爭結束時，曾長期是歐洲最強大的堡壘之一，也是德國對法國防禦的主要堡壘之一。要塞曾有多達30,000人的駐軍。該要塞曾由德意志邦聯所有，後隨著邦聯解散而移交給普魯士。1871年德國統一後又移交給德意志帝國。

## 外部連結
- www.festung-mainz.de （页面存档备份，存于） （德文）

49°59′35″N 8°16′28″E / 49.9931°N 8.2744°E